# When You Talk About Love
"When You Talk About Love" è una canzone registrata da Patti LaBelle . È stata pubblicata nel suo album certificato platino del 1997, Flame .

## Informazioni sulla canzone
La canzone è stata scritta da Ann Nesby e musicalmente composta e prodotta dal duo Jimmy Jam e Terry Lewis e da James "Big Jim" Wright. La canzone divenne uno dei singoli più famosi della cantante negli anni '90, raggiungendo il numero 56 nella classifica US pop e il numero 12 in quella R&B nell'estate del 1997. Un remix dance della canzone ha contribuito a portare la canzone al primo posto nella classifica Hot Dance Club Songs, rendendola il quarto singolo dance ad aver raggiunto la prima posizione in classifica nella carriera di LaBelle. Il video mostra LaBelle nel ruolo di un insegnante che da una "lezione" sull'amore. LaBelle e i suoi studenti in seguito ballano a ritmo della canzone, la quale vede la cantante fare un passo di danza che era molto popolare all'epoca chiamato "Bankhead Bounce" creato ad Atlanta . La canzone ha la stessa atmosfera e ritmo di "Love & Happiness" di Al Green.